# Cynoglossus semilaevis
Cynoglossus semilaevis är en fiskart som beskrevs av Günther, 1873. Cynoglossus semilaevis ingår i släktet Cynoglossus och familjen Cynoglossidae. Inga underarter finns listade i Catalogue of Life.